# Caenopithecus lemuroides
Caenopithecus lemuroides es una especie extinta de mamífero primate de la familia Adapidae que vivió durante el Eoceno medio. Es de hábitos folívoros, es decir se alimentaba de hojas.